# Lulong

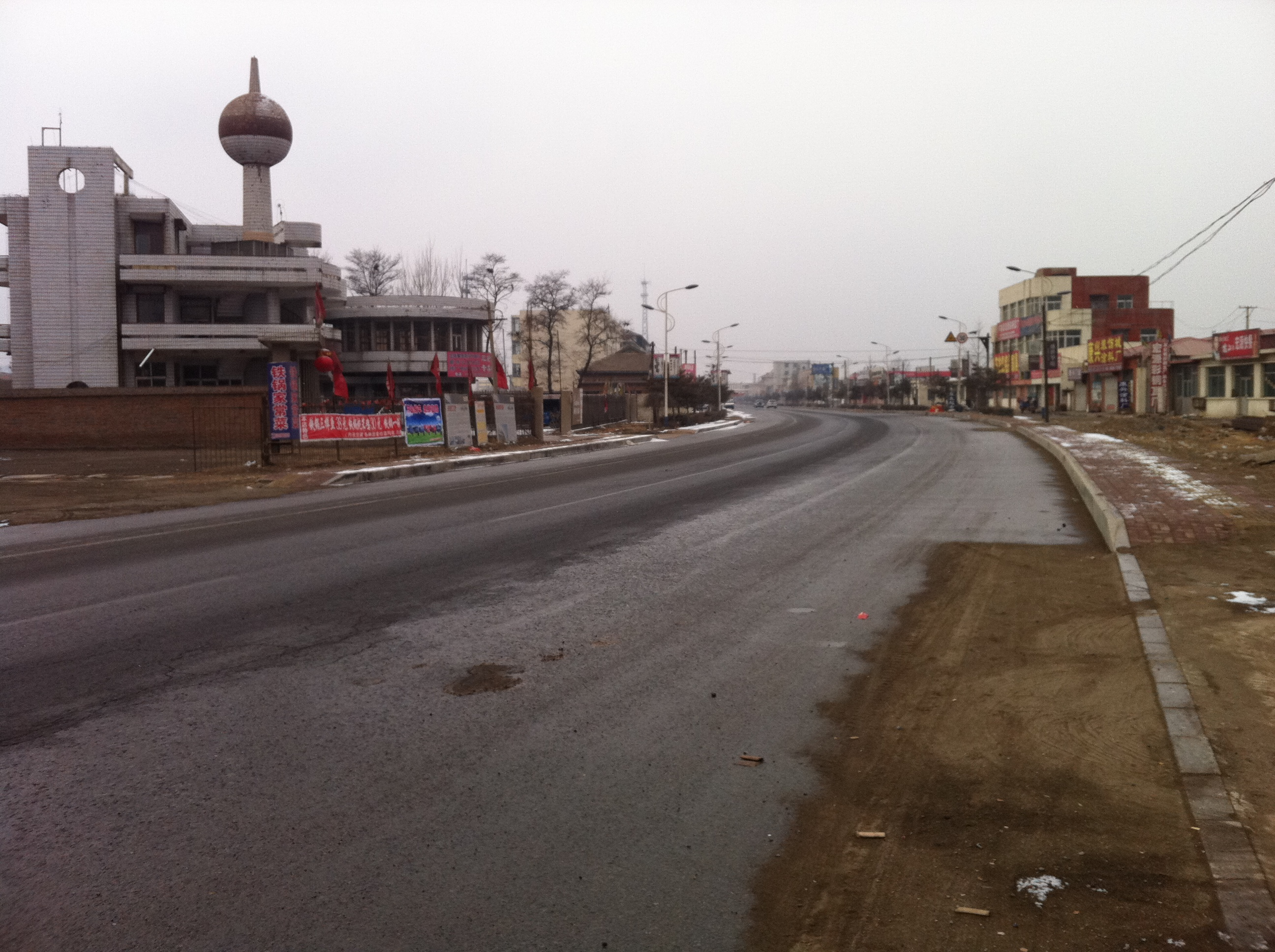

Lulong (chinesisch 卢龙县, Pinyin Lúlóng Xiàn) ist ein Kreis der bezirksfreien Stadt Qinhuangdao in der nordchinesischen Provinz Hebei. Er hat eine Fläche von 959 km² und zählt 384.439 Einwohner (Stand: Zensus 2010). Bei der Volkszählung im Jahr 2000 waren 98,6 % der Einwohner Han-Chinesen. Größte ethnische Minderheit waren die Mandschu mit mehr als 4300 Angehörigen. Über 100 Einwohner zählten die Zhuang (661), die Hui-Chinesen (243) und die Mongolen (166).

## Administrative Gliederung
Auf Gemeindeebene setzt sich Lulong aus sechs Großgemeinden und sechs Gemeinden zusammen. Diese sind:
| Großgemeinde Lulong (卢龙镇), Sitz der Kreisregierung, besteht aus 80 Dörfern; Großgemeinde Liutiangezhuang (刘田各庄镇), besteht aus 76 Dörfern; Großgemeinde Panzhuang (潘庄镇), besteht aus 27 Dörfern; Großgemeinde Shimen (石门镇), besteht aus 49 Dörfern; Großgemeinde Shuangwang (双望镇), besteht aus 45 Dörfern; Großgemeinde Yanheying (燕河营镇), besteht aus 35 Dörfern; | Gemeinde Chenguantun (陈官屯乡), besteht aus 34 Dörfern; Gemeinde Hapo (蛤泊乡), besteht aus 41 Dörfern; Gemeinde Liujiaying (刘家营乡), besteht aus 15 Dörfern; Gemeinde Mujing (木井乡), besteht aus 55 Dörfern; Gemeinde Xiazhai (下寨乡), besteht aus 37 Dörfern; Gemeinde Yinzhuang (印庄乡), besteht aus 40 Dörfern. |

## Sehenswürdigkeiten
Die Große Uṣṇīṣa-Vijaya-Dhāraṇī-Sūtra-Säule (Da Foding Zunsheng Tuoluoni Jingchuang 大佛顶尊胜陀罗尼经幢) aus der Zeit der jurchenischen Jin-Dynastie steht seit 2006 auf der Liste der Denkmäler der Volksrepublik China (6-814). Sie steht in der Ortsmitte der Großgemeinde Lulong.